# Nur die Liebe lässt uns Leben
«Nur die Liebe läßt uns leben» (Traducción en español: "Sólo el amor nos deja vivir") fue la canción alemana en el Festival de la Canción de Eurovisión 1972, interpretada en alemán por Mary Roos.
La canción fue interpretada primera en la noche (antes de Betty Mars de Francia con "Comé Comédie"). Al cierre de la votación obtuvo 107 puntos, ubicándose en 3.er lugar de 18.
La canción es un homenaje al amor mismo, con Roos explicando que sirve para tener a todos felices y darles algo por lo que vivir.
Fue seguida como representante alemana en el festival del 73 por Gitte con "Junger Tag".
- Datos: Q7070008